# Association for Women in Psychology
L'Association for Women in Psychology (lett. "Associazione per le donne nella psicologia"; AWP) è un'organizzazione scientifica ed educativa senza scopo di lucro impegnata a incoraggiare la ricerca psicologica femminista, la teoria e l'attivismo.

## Storia
L'Association for Women in Psychology (AWP) è stata fondata nel 1969 in occasione del convegno annuale dell'American Psychological Association (APA). Tra i suoi cofondatori c'erano Phyllis Chesler, Dorothy Riddle e E. Kitch Childs. All'epoca non esisteva un'organizzazione nazionale né una sua divisione che si occupasse di questioni legate alla psicologia delle donne. Sempre nel 1969, dopo che un gruppo dell'Association for Women in Psychology aveva elaborato una serie di richieste, Chesler e Riddle le presentarono all'incontro annuale dell'APA. La Chesler preparò una dichiarazione sugli obblighi dell'APA nei confronti delle donne e chiese un milione di dollari come risarcimento per i danni che la psicologia aveva perpetrato nei confronti di donne presumibilmente malate di mente e traumatizzate. I membri dell'AWP hanno anche picchettato il Consiglio di Amministrazione dell'APA per sensibilizzare l'opinione pubblica sul sessismo all'interno dell'organizzazione e nel campo della psicologia in generale. In risposta, nel 1973 l'APA creò una divisione sulla psicologia delle donne (Divisione 35). Insieme, l'AWP e la Divisione 35 hanno sostenuto con successo la creazione di un Ufficio per il Programma delle Donne presso la sede nazionale dell'APA.

## La situazione
L'AWP rimane un'organizzazione indipendente, che opera separatamente dalla Divisione 35, al di fuori della struttura organizzativa dell'APA. L'AWP ha ottenuto lo status di organizzazione non governativa (ONG) presso le Nazioni Unite dal 1976. L'AWP ha un'ampia base associativa che comprende tutte le persone interessate alla psicologia delle donne. L'AWP sponsorizza conferenze regionali e nazionali sulla psicologia femminista e offre diversi premi per riconoscere i contributi significativi alla psicologia delle donne. L'AWP collabora anche con altre organizzazioni a sostegno degli approcci femministi alla teoria psicologica, alla ricerca, alla pedagogia, all'insegnamento e ai problemi di salute mentale. L'AWP si preoccupa di questioni quali i diritti riproduttivi e i pregiudizi nella diagnosi psichiatrica del DSM-5.
L'AWP cosponsorizza una mailing list, POWR-L, Psychology of Women Resource List, e una suite al congresso dell'APA, con la Divisione 35, entrambe a sostegno della collaborazione e della collegialità tra femministe.